# A Token of My Extreme
„A Token of My Extreme“ je úvodní skladba z konceptuálního alba amerického rockového kytaristy a zpěváka Franka Zappy Joe's Garage Part II z roku 1979. Skladbu napsal Frank Zappa.